# Ewa Mazierska
Ewa Mazierska (ur. w 1964 r. we Włocławku) – polska badaczka i wykładowczyni filmowa, krytyczka, profesor nauk o kulturze i religii. 

## Życiorys
Studiowała filozofię na Uniwersytecie Warszawskim. Była wykładowczynią w Wyższej Szkole Pedagogiki Specjalnej w Warszawie. Od 1994 r. wykłada w University of Central Lancashire w Preston. Jest także profesorką w Instytucie Badań nad Kulturą Uniwersytetu Gdańskiego.
Publikuje książki oraz artykuły poświęcone filmowi polskiemu i europejskiemu, postmodernizmowi w twórczości filmowej, muzyce popularnej i filmowej - w periodykach polskich („Film”, „Kwartalnik Filmowy”, „Film na świecie”, „Kino”) i zagranicznych („Historical Journal of Film, Radio and Television”, „Journal of Film and Video”, „Feminist Media Studies”, „Kinema”, „Canadian Slavonic Papers”, „European Journal of Women Studies”).
Mieszka w Wielkiej Brytanii.

## Twórczość
- Człowiek wobec kultury: James Ivory i jego filmy (Oficyna Wydawnicza ER 1999, ISBN 83-900494-1-4)
- Uwięzienie w teraźniejszości i inne postmodernistyczne stany: Twórczość Wong Kar-Waia (Książka i Prasa 1999, ISBN 83-909696-7-X)
- From Moscow to Madrid: European Cities, Postmodern Cinema (wespół z Laurą Rascaroli; IB Tauris 2003)
- Dreams and Diaries: The Cinema of Nanni Moretti (wespół z Laurą Rascaroli; Wallflower Press 2004)
- Women in Polish Cinema (wespół z Elżbietą Ostrowską; Berghahn 2006)
- Polish Postcommunist Cinema: From Pavement Level (Peter Lang 2007)
- Roman Polanski: The Cinema of a Cultural Traveller (I. B. Tauris 2007)
- Słoneczne kino Pedra Almodóvara (Słowo/Obraz Terytoria 2007, ISBN 978-83-7453-732-2)
- Masculinities in Polish, Czech and Slovak Cinema (Berghahn 2008)
- Jerzy Skolimowski: The Cinema of a Nonconformist (Berghahn 2010)
- Pasja. Filmy Jean-Luca Godarda (Korporacja Ha!art 2010, ISBN 978-83-61407-23-2)
- Falco and Beyond. Neo Nothing Post of All (Equinox Publishing 2013)
- Popular Polish Electronic Music, 1970-2020. A Cultural History (Routledge 2020)
- Polish Popular Music on Screen (Palgrave 2021)

## Prace redakcyjne
- Peter Greenaway (wybór i redakcja; Fundacja Sztuki Filmowej 1992)
- Jim Jarmusch (opracowanie i redakcja; Fundacja Sztuki Filmowej 1992)
- Relocating Britishness (wespół z Johnem Waltonem, Susan Burnett i Stevenem Caunce; Manchester University Press, 2004)
- Popular Music in Eastern Europe (Palgrave 2017)